# Neolithobius vorax
Neolithobius vorax är en mångfotingart som först beskrevs av Frederik Vilhelm August Meinert 1872.  Neolithobius vorax ingår i släktet Neolithobius och familjen stenkrypare. Inga underarter finns listade i Catalogue of Life.